# Sangareddi
Sangareddi est une ville indienne située dans le district de Medak dans l’État du Télangana. En 2011, sa population était de 151 235 habitants.

## Source de la traduction
- (en) Cet article est partiellement ou en totalité issu de l’article de Wikipédia en anglais intitulé « Sangareddi » (voir la liste des auteurs).